# CSI-romans
De CSI-romans zijn romans gebaseerd op de televisieseries CSI, CSI: Miami en CSI: NY. Ze worden sinds 2002 gepubliceerd.
De romans worden uitgegeven als pocketboek. Schrijvers van de verhalen zijn onder anderen Max Allan Collins (CSI), Donn Cortez (CSI: Miami) en Stuart M. Kaminsky (CSI: NY).

## Verhalen

#### CSI: Crime Scene Investigation
| Originele titel    | Nederlandse titel | Auteur            | Amerikaanse editie | Nederlandse editie |
| ------------------ | ----------------- | ----------------- | ------------------ | ------------------ |
| Double Dealer      | Dubbelblind       | Max Allan Collins | 2001               | Februari 2004      |
| Sin City           | Verboden vruchten | Max Allan Collins | 2002               | Juni 2004          |
| Cold Burn          | Koudvuur          | Max Allan Collins | 2003               | Juli 2004          |
| Body of Evidence   | Bewijskracht      | Max Allan Collins | 2003               | November 2004      |
| Grave Matters      | Hartslag          | Max Allan Collins | 2004               | April 2005         |
| Binding Ties       | Oud zeer          | Max Allan Collins | 2005               | Augustus 2005      |
| Killing Game       | Teamgeest         | Max Allan Collins | 2005               | Februari 2006      |
| Snake Eyes         | Slangennest       | Max Allan Collins | 2006               | November 2006      |
| In Extremis        | Extreem           | Ken Goddard       | 2007               | Maart 2008         |
| Nevada Rose        | Nevada Rose       | Jerome Preisler   | 2008               | Juni 2009          |
| Headhunter         | Headhunter        | Greg Cox          | 2008               | September 2009     |
| Brass in Pocket    | Verdacht          | Jeff Mariotte     | 2009               | Februari 2010      |
| The Killing Jar    | Gifstof           | Donn Cortez       | 2009               | Juli 2010          |
| Blood Quantum      | Bloedspoor        | Jeff Mariotte     | 2010               | December 2010      |
| Dark Sundays       | Zwarte Zondagen   | Donn Cortez       | 2010               | Februari 2011      |
| Skin Deep          | Onder de huid     | Jerome Preisler   | 2010               | Juli 2011          |
| Shock Treatment    | Shocktherapie     | Greg Cox          | 2010               | Oktober 2011       |
| The Burning Season | Brandgevaar       | Jeff Mariotte     | 2011               | Februari 2012      |

#### CSI: Miami
| Originele titel                     | Nederlandse titel | Auteur            | Amerikaanse editie | Nederlandse editie |
| ----------------------------------- | ----------------- | ----------------- | ------------------ | ------------------ |
| Florida Getaway                     | Vluchtgevaar      | Max Allan Collins | 2003               | 2004               |
| Heatwave                            | Doelwit           | Max Allan Collins | 2004               | 2005               |
| Cult Following                      | Noodweer          | Donn Cortez       | 2006               | 2006               |
| Riptide                             | Onderstroom       | Donn Cortez       | 2006               | 2007               |
| Harm for the Holidays: Misgivings   | Zondvloed         | Donn Cortez       | 2006               | 2007               |
| Harm for the Holidays: Heart Attack | Daad van terreur  | Donn Cortez       | 2007               | 2007               |
| Cut and Run                         | Jachtseizoen      | Donn Cortez       | 2008               | 2008               |
| Right to Die                        | Sterfrecht        | Jeff Mariotte     | 2008               | 2009               |

#### CSI: NY
| Originele titel  | Nederlandse titel | Auteur               | Amerikaanse editie | Nederlandse editie |
| ---------------- | ----------------- | -------------------- | ------------------ | ------------------ |
| Dead of Winter   | Hard bewijs       | Stuart M. Kaminsky   | 2005               | 2005               |
| Blood on the Sun | Vermist           | Stuart M. Kaminsky   | 2006               | 2006               |
| Deluge           | Valkuil           | Stuart M. Kaminsky   | 2007               | 2007               |
| Four Walls       | Kookpunt          | Keith R.A. DeCandido | 2008               | 2008               |